# Rábano de Aliste
Rábano de Aliste (en asturleonés Rábanu d'Aliste) es un municipio y localidad española de la provincia de Zamora, en la comunidad autónoma de Castilla y León.
Su término municipal pertenece a la histórica comarca de Aliste, estando formado por cuatro localidades que son San Mamed, Sejas de Aliste, Tola y Rábano de Aliste.

## Geografía
Integrado en la comarca de Aliste, se sitúa a 71 kilómetros de Zamora. El término municipal está atravesado por la carretera nacional N-122, entre los pK 524 y 529, y por carreteras locales que permiten la comunicación con los municipios vecinos de Trabazos, Viñas y San Vitero. 
| Noroeste: Viñas y Trabazos | Norte: Viñas y San Vitero | Nordeste: San Vitero         |
| Oeste: Trabazos            |                           | Este: San Vitero y Alcañices |
| Suroeste: Trabazos         | Sur: Portugal             | Sureste: Alcañices           |

El relieve del municipio es irregular, con pequeñas sierras entre las que descienden pequeños arroyos y el río San Mamed. La altitud oscila entre los 890 metros al norte, en la Sierra Baja, y los 630 metros a orillas del río San Mamed. El pueblo se alza a 829 metros sobre el nivel del mar. 

## Historia
El municipio ha sido habitado por el ser humano desde tiempos inmemoriales. Así lo atestigua el castro de «El Cerco» de Sejas de Aliste, declarado bien de interés cultural con categoría de zona arqueológica en junio de 2013. Este yacimiento cuenta con una dilatada e ininterrumpida ocupación humana que comienza en la Edad del Hierro y perdura hasta la época romana, tal y como han puesto de manifiesto las diversas excavaciones arqueológicas realizadas. Las prospecciones arqueológicas han puesto de manifiesto la existencia de estructuras defensivas e indicios de actividad metalúrgica que se han datado en la primera Edad de Hierro, así como otras de épocas posteriores que podrían llegar a ser de época romana. El castro es por tanto uno de los escasos testimonios de la cultura castreña del occidente de la provincia de Zamora.
Fue uno de los territorios reconquistados por el Reino de León, en el que se integró, por lo que se vio afectado por el proceso repoblador que emprendieron sus monarcas. Además sufrió los conflictos bélicos que surgieron entre los reinos leonés y portugués tras la independencia de este último en 1143, ocasionados como consecuencia de las disputas por el control de determinados territorios fronterizos, entre los que estaban los de la comarca de Aliste y que se zanjaron con el Tratado de Alcañices de 1297.
Ya en la Edad Contemporánea, con la creación de las actuales provincias en 1833, Rábano fue adscrito a la provincia de Zamora, dentro de la Región Leonesa, la cual, como todas las regiones españolas de la época, carecía de competencias administrativas. En 1834 se integró en el partido judicial de Alcañices y en torno a 1850, el término de Rábano tuvo su principal ampliación, al integrar en su municipio las localidades de Alcorcillo, Sejas de Aliste y Tola. Por su parte, la pedanía de San Mamed se integró en torno a 1850 en el municipio de Villarino Tras la Sierra, pasando posteriormente una vez desaparecido dicho municipio al de Rábano de Aliste.
Su término se vio alterado en 1965, ya que Alcorcillo se segregó de Rábano para unirse al municipio de Alcañices. En 1983 se suprimió el partido judicial de Alcañices y los municipios de su demarcación se integraron en el partido judicial de Zamora. Tras la constitución de 1978, Rabanales pasó a formar parte en 1983 de la comunidad autónoma de Castilla y León, en tanto localidad de un municipio integrado en la provincia de Zamora.

## Geografía humana

### Población por núcleos
El municipio se divide en cuatro núcleos de población, que poseían la siguiente población en 2024 según el INE.
| Núcleo de población | Población |
| ------------------- | --------- |
| Sejas de Aliste     | 119       |
| Tola de Aliste      | 104       |
| Rábano de Aliste    | 58        |
| San Mamed           | 37        |

### Demografía
Cuenta con una población de 314 habitantes (INE 2024).
| Gráfica de evolución demográfica de Rábano de Aliste entre 1842 y 2021 |
| |
| Población de derecho según los censos de población del INE Población de hecho según los censos de población del INEEn estos censos se denominaba Rábano: 1842 y 1857 Entre el censo de 1857 y el anterior, crece el término del municipio porque incorpora a 495004 (Alcorcillo), 495138 (Sejas de Aliste) y 495144 (Tola) |

## Cultura

### Fiestas
En honor a María Magdalena se celebra el día 22 de julio durante 3 días: La víspera, el día de la fiesta y el posterior. 